# Rio Vermelho (microregio)
Rio Vermelho is een van de 18 microregio's van de Braziliaanse deelstaat Goiás. Zij ligt in de mesoregio Noroeste Goiano en grenst aan de deelstaat Mato Grosso in het westen en noordwesten, de microregio São Miguel do Araguaia in het noordoosten, de mesoregio Centro Goiano in het oosten en zuiden en de microregio Aragarças in het zuidwesten. De microregio heeft een oppervlakte van ca. 20.206 km². Midden 2004 werd het inwoneraantal geschat op 92.537.
Negen gemeenten behoren tot deze microregio:
- Araguapaz
- Aruanã
- Britânia
- Faina
- Goiás
- Itapirapuã
- Jussara
- Matrinchã
- Santa Fé de Goiás

Mesoregio's: Centro Goiano · Leste Goiano · Noroeste Goiano · Norte Goiano · Sul Goiano

Microregio's: Anápolis · Anicuns · Aragarças · Catalão · Ceres · Chapada dos Veadeiros · Entorno de Brasília · Goiânia · Iporá · Meia Ponte · Pires do Rio · Porangatu · Quirinópolis · Rio Vermelho · São Miguel do Araguaia · Sudoeste de Goiás · Vale do Rio dos Bois · Vão do Paranã